# أديلتون بريتو نوتو
أديلتون بريتو نوتو (بالبرتغالية: Anaílson Brito Noleto‏) (8 مارس 1978 في البرازيل – )؛ هو لاعب كرة قدم كان يلعب كلاعب وسط.

## وصلات خارجية
- أديلتون بريتو نوتو على موقع رابطة كرة القدم اليابانية للمحترفين (اليابانية)
- أديلتون بريتو نوتو على موقع قاعدة بيانات كرة القدم.إي يو (الإنجليزية)
- أديلتون بريتو نوتو على موقع Soccerway.com (الإنجليزية)
- أديلتون بريتو نوتو على موقع عالم كرة القدم.نت (الإنجليزية)